# Doris Achelwilm

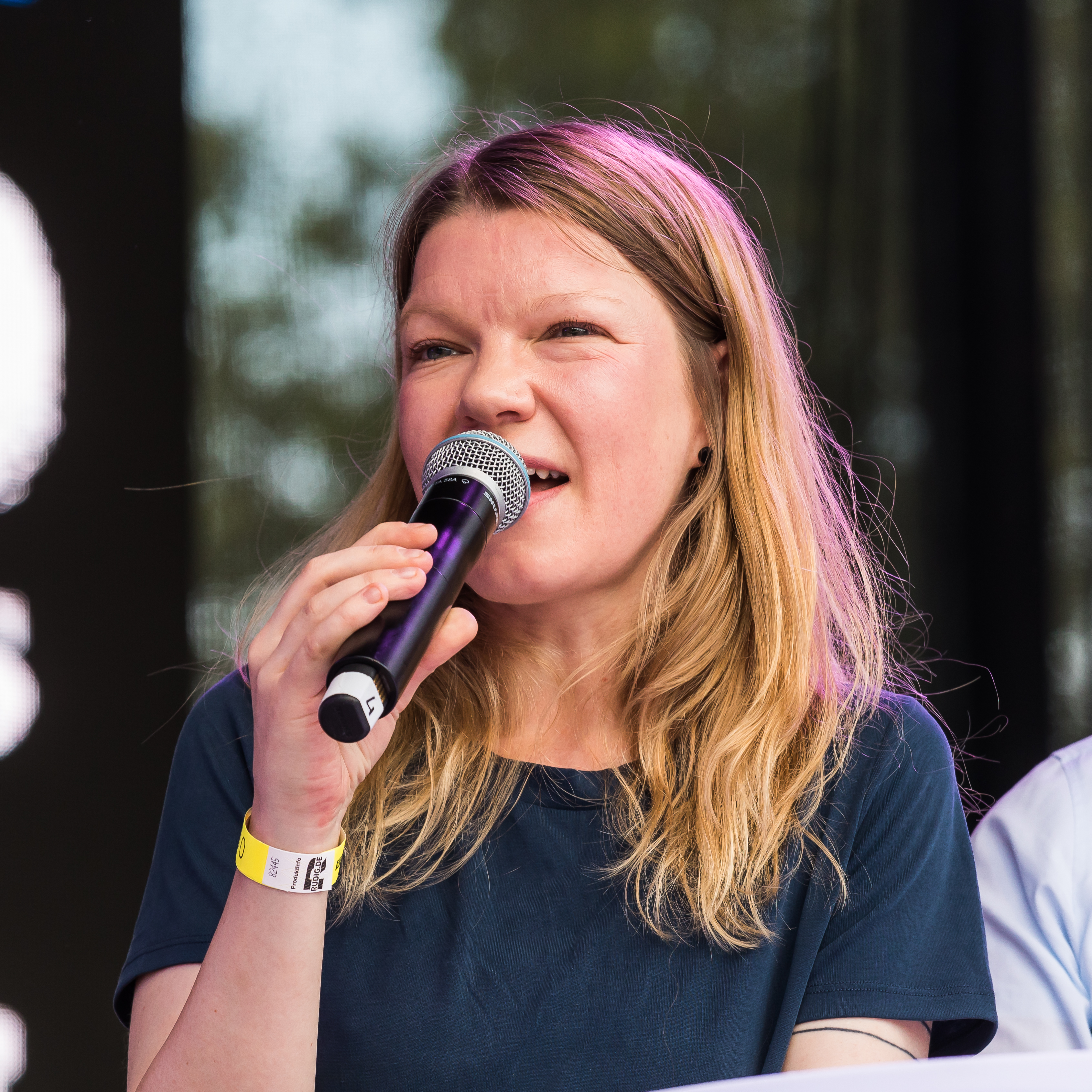
Doris Achelwilm spricht auf dem Cologne Pride 2019

Doris Maria Achelwilm (* 30. November 1976 in Thuine) ist eine deutsche Politikerin (Die Linke). Achelwilm war von 2013 bis 2017 Vorsitzende („Landessprecherin“) des bremischen Landesverbandes der Linken. Seit 2025 ist sie wieder Mitglied des Deutschen Bundestags, dem sie bereits von 2017 von 2021 angehört hatte.

## Leben

### Ausbildung und Beruf
Doris Achelwilm wurde 1976 in Thuine (Landkreis Emsland) geboren und wuchs in Fürstenau auf. Nach ihrem Abitur am Gymnasium Leoninum Handrup studierte sie Deutsche Sprachwissenschaft, Politik und Geschichte an der Leibniz-Universität Hannover. Zeitweise arbeitete Achelwilm als Kultur- und Musikjournalistin und ist seit November 2007 Pressesprecherin der Fraktion Die Linke der Bremischen Bürgerschaft. Von 2012 bis 2020 war Achelwilm Mitglied im Rundfunkrat von Radio Bremen.
Achelwilm wohnt in Bremen-Walle und ist ledig.

### Politisches Engagement
Achelwilm ist Mitglied der Partei Die Linke und engagiert sich für die Partei seit mehreren Jahren. Zwischen 2009 und 2011 hatte sie die Position der Sprecherin des Kreisverbandes Bremen Mitte-Ost inne, bevor sie im November 2011 in den Vorstand des bremischen Landesverbandes nachrückte. Auf dem Parteitag der Partei Die Linke Bremen im November 2013 wählten die Mitglieder Achelwilm als Co-Vorsitzende („Landessprecherin“), was sie bis 2017 blieb. Sie gehört dem Flügel der Emanzipatorischen Linken an.
Des Weiteren ist Achelwilm Mitglied bei ver.di und dem Bremer Erwerbslosenverband e. V. Sie bezeichnet sich als „aktive Parzellistin“ in einem Kleingarten in Findorff.

### Abgeordnete
Im Februar 2017 wählte der Landesparteitag der bremischen Linken Achelwilm auf den ersten Platz der Landesliste zur Bundestagswahl 2017. Damit gewann sie gegen die zwischen 2015 und 2017 im Bundestag vertretene Birgit Menz. Im Wahlkampf setzte Achelwilm auf sozialpolitische Themen und übte Kritik an der Politik der Bundesregierung zu Hartz IV, Mini-Jobs und Leiharbeit. Bei der Bundestagswahl 2017 wurde Achelwilm über die Landesliste in den 19. Deutschen Bundestag gewählt. Achelwilm war dort Sprecherin der Fraktion Die Linke für Gleichstellung, Medienpolitik und Queerpolitik. Sie war zudem ordentliches Mitglied im Ausschuss für Familie, Senioren, Frauen und Jugend und stellvertretendes Mitglied im Ausschuss für Kultur und Medien.
Bei der Bundestagswahl 2021 kandidierte sie auf dem ersten Platz der Bremer Landesliste ihrer Partei und als Direktkandidatin im Bundestagswahlkreis Bremen II – Bremerhaven, in dem sie mit 7,44 % der Erststimmen den fünften Platz erreichte. Es gelang ihr nicht, erneut in den Bundestag einzuziehen.
Bei der Bundestagswahl 2025 trat sie als Direktkandidatin im Bundestagswahlkreis Bremen I an und kandidierte erneut auf Platz 1 der Bremer Landesliste der Linken. In ihrem Wahlkreis erhielt sie 13,4 Prozent der Erststimmen, konnte jedoch über die Landesliste ihrer Partei ein Mandat erlangen und in den Deutschen Bundestag zurückkehren. Achelwilm ist im 21. Deutschen Bundestag ordentliches Mitglied und Obfrau des Finanzausschusses und stellvertretendes Mitglied im Ausschuss für Digitales und Staatsmodernisierung. Für ihre Fraktion ist sie Sprecherin für Steuerpolitik.